# Теперь вместе (фильм)
«Тепе́рь вме́сте» (англ. All Together Now) — полнометражный документальный фильм, который рассказывает об уникальном совместном проекте The Beatles и Cirque du Soleil «Love» (2006). Это история об уникальном сотрудничестве Beatles и цирка, которое привело к созданию альбома, награждённого двумя премиями Гремми. Фильм посвящён памяти Нейла Аспинолла, бывшего помощника группы и главы корпорации Apple Corps.

## Сюжет
Фильм рассказывает, как проект «Love» появился на свет благодаря личной дружбе между Джорджем Харрисоном и основателем Cirque du Soleil Ги Лалиберте. Джордж видел, что два таланта — артистизм цирка и музыка The Beatles — могут быть слиты в нечто новое и совершенно оригинальное. Название DVD — это отсылка к песне Beatles «All Together Now».
Режиссёр Адриан Уиллс на первой встрече Цирка и Apple Corps, а также Пол Маккартни, Ринго Старр, Йоко Оно Леннон и Оливия Харрисон обсуждают, как музыка Beatles может быть использована. В результате был создан 90-минутный музыкальный трек, целиком основанный на песнях The Beatles.
Ранние этапы проекта были сняты в театре The Mirage в Лас Вегасе. Чтобы показать новое шоу, театр был полностью переоборудован с использованием уникальной системы звука и постановочного комплекса. В этом же театре проходили первые репетиции.

## Выпуск
DVD был выпущен 20 октября 2008 года.

## Награды
Фильм выиграл премию Грэмми, как лучший полнометражный музыкальный фильм 2009 года.